# Rudolf Prinz (Altphilologe)
Rudolf Prinz  (* 14. März 1847 in Hamm; † 23. Oktober 1890) war ein deutscher Altphilologe und Bibliothekar, der Texte von altgriechischen Dramatikern herausgab.
Prinz studierte Klassische Philologie an der Universität Bonn bei Otto Jahn, Arnold Dietrich Schaefer und Hermann Usener. 1867 wurde er promoviert; seine Dissertation trug den Titel De Solonis Plutarchei fontibus.
1878/1879 studierte er acht Monate Manuskripte der Werke von Sophokles und Euripides in Paris und veröffentlichte Textausgaben der Tragödien Medea und Alcestis von Euripides. 1880 setzte er sein Studium von Manuskripten insbesondere von Sophokles und Euripides in der Bibliotheca Vaticana und der Bibliotheca Laurenziana fort. Er beabsichtigte eine Sophokles-Ausgabe (wozu er ein Manuskript in der Vaticana als Urtext-Ausgabe identifizierte), die Arbeit in den kalten italienischen Bibliotheken ruinierte aber seine Gesundheit, so dass er seinen Aufenthalt abbrechen musste. Seit 1873 als Kustos an der Staats- und Universitätsbibliothek in Breslau, übernahm er 1882 die Leitung der Königlichen Paulinischen Bibliothek in Münster, der Vorgängerin der späteren Universitäts- und Landesbibliothek. Von der geplanten Gesamtausgabe von Euripides’ fabulae erschienen zu Lebzeiten nur die ersten drei Bände: 1878 Medea, 1879 Alcestis und 1883 Hecuba, alle bei Teubner in Leipzig. 1888 wurde er Bibliothekar in Königsberg, erkrankte aber an einer Nervenkrankheit und kam in eine private Nervenheilanstalt, wo er starb.
Nach seinem Tod gab Nikolaus Wecklein seine begonnene Werkausgabe von Euripides heraus.

## Schriften (Auswahl)
- mit Nikolaus Wecklein (Hrsg.): Euripidis Fabulae. Band 1 in 7 Teilen: Medea, Alcestis, Hecuba, Electra, Ion, Helena, Cyclops. Hrsg. von Rudolf Prinz. Teubner, Leipzig 1898 (Digitalisat).
- mit Nikolaus Wecklein (Hrsg.): Euripidis Fabulae. Band 2 in 6 Teilen: Iphigenia Taurica, Supplices, Bacchae, Heraclidae, Hercules, Iphigenia Aulidensis. Hrsg. von Nikolaus Wecklein. Teubner, Leipzig 1898 (Digitalisat).
- mit Nikolaus Wecklein (Hrsg.): Euripidis Fabulae. Band 3 in 6 Teilen: Andromacha, Hippolytus, Orestes, Phoenissae, Troades, Rhesus. Hrsg. von Nikolaus Wecklein. Teubner, Leipzig 1900–1902 (Digitalisat).